# فرانك شامروك
فرانك شامروك (بالإنجليزية: Frank Shamrock؛ مواليد 8 ديسمبر 1972) هو مقاتل فنون القتال المختلطة أمريكي.

## وصلات خارجية
- فرانك شامروك على موقع يو إف سي (الإنجليزية)
- فرانك شامروك على موقع شيردوغ (الإنجليزية)
- فرانك شامروك على موقع Tapology.com (الإنجليزية)
- فرانك شامروك على موقع IMDb (الإنجليزية)
- فرانك شامروك على موقع ألو سيني (الفرنسية)
- فرانك شامروك على موقع إن إن دي بي (الإنجليزية)
- فرانك شامروك على موقع قاعدة بيانات الفيلم (الإنجليزية)
- فرانك شامروك على موقع كينوبويسك (الروسية)